# Philippe Schneider
Philippe Schneider (Wiltz, 1908 - 19 de febrer de 1980) fou un productor i director de cinema luxemburguès.

## Filmografia

### Documentals
- Metz et Luxembourg acclament Winston Churchill (1946)
- Le Luxembourg et son Industrie (1955)
- Das Grossherzogtum Luxemburg (1979)
- Port de Mertert (1976)
- Escale au Luxembourg (1974)
- Electricité, moteur des temps modernes (1970)
- L'aventure industrielle du Luxembourg (1967)
- Le lait, aliment complet de la nature (1964)
- La centrale de Vianden (1964)
- Regards sur le passé (1963)
- Au coeur de l'Europe (1963)
- Luxembourg, ville millénaire 963-1963 (1963)
- Luxembourg au Coeur de l'Europe (1961)
- L'électricité au service du pays (1960)
- Le droit au soleil (1959)
- Au service de la Nation (1959)
- Le Roi Baudoin 1er au Grand-Duché de Luxembourg (1959)
- Luxembourg 1958 - Luxembourg, pays des châteaux et des forêts (1958)
- Dudelange - Cinquantenaire (1957)
- Promenade au Luxembourg (1954)
- L'aéroport de Luxembourg (1956)
- Benelux - Le Luxembourg et son industrie (1953)
- L'Arbed en deuil (1952)
- Un beau petit pays (1950)
- Le Luxembourg au travail (1948)
- Pour la liberté (1948)
- Tour du Luxembourg 1947 (1947)
- Le Tour du Luxembourg (1946)
- Churchill à Luxembourg (1946)

### Pel·lícules
- L'amour, oui! mais... (1970) (productor, director i actor)
- Les traquenards (productor)